# Гаћаста кукумавка
Гаћаста кукумавка, ћук батоглавац или планински ћук (лат. Aegolius funereus), птица је из реда Strigiformes и фамилије Strigidae. Гаћаста кукумавка је на листи строго заштићених врста птица у Србији.

## Опис
Гаћаста кукумавка спада у сове мале величине. Тело је дужине од 23 до 28 cm, крила од 15,5 до 18,3 cm и масе од 98 до 215 g. Женка је за нијансу већа и масивнија од мужјака као и код осталих врста сова. Ова мала сова са релативно крупном главом, има горњи (леђни) део тела тамночоколадне боје прошаран са истакнутим мрљама и тачкама. Доњи делови тела (груди и стомак) су прљаво беле боје и богато су испругани риђим или тамнобраон пругама нарочито на грлу и грудима. Код одраслих птица постоји индивидуална варијација у боји перја где су неке јединке више обојене браон док пак друге су више сиве морфе. Глава је крупна са истакнутим жутим очима, док је реп кратак и прошаран са ретким белим пругама. Кљун је светложуте боје, а ноге су добро оперјале попут осталих планинских врста сова. Младунци су потпуно монотоне крем-браон боје.
- Глава гаћасте кукумавке
- Крило гаћасте кукумавке
- Скелет гаћасте кукумавке, Фински музеј историје природе, Хелсинки
- Лобања гаћасте кукумавке

## Систематика
Постоји седам подврста гаћасте кукумавке:
- A. f. funereus (Linnaeus, 1758): номинална подврста, живи од Скандинавијие јужно до Пиринеја и источно до планине Урал, изузев Кавкаских планина
- A. f. richardsoni (Bonaparte, 1838): северноамеричка подврста, насељава просторе од Аљаске на северу јужно до Стеновитих планина и источно до југоисточне Канаде и североистока Сједињених Држава
- A. f. pallens (Schalow, 1908): присутна у југоисточном Сибиру до Тјен Шана у Кини
- A. f. caucasicus (Buturlin, 1907): становник Кавкаских планина
- A. f. magnus (Buturlin, 1907): може се срести у источном Сибиру од Колиме до Камчатског полуострва
- A. f. sibiricus (Buturlin, 1910): распрострањена широм Сибира
- A. f. beickianus Stresemann, 1928: настањује области од северозападне Индије до западне Кине

## Распрострањеност и станиште
Гаћаста кукумавка припада Сибирско-Канадском типу фауне и распрострањена је у бореалној климатској зони и у планинама (Европа, Азија и Северна Америка). Осим севера Европе, где је гаћаста кукумавка редован становник, локалне популације се могу наћи на Пиринејима, Карпатима, Алпима и на Балкану. Балканска популација ове мале сове је најугроженија (глацијални реликт) и најслабије проучена па би у будућности требало много више пажње посветити мониторингу и активној заштити ове врсте сове. Према подацима из 2003. године, у Србији се гнезди између 60 и 110 парова ове врсте и у благом је опадању. Из врло оскудних података претпоставља се да се најзначајније популације ове врсте сова налазе у центрланој и западној Србији (Копаоник, Голија, Чемерно, Тара, Јадовник, Златар, Златибор). Ова сова на Балкану насељава високопланинске реликтне четинарске и мешовите четинарско букове шуме од 1.200 до 1.800 m надморске висине. Гаћаста кукумавка је у Србији строго заштићена као природна реткост Уредбом о заштити природних реткости којом је забрањено свако узнемиравање, прогањање и убијање птица и уништавање њихових станишта. Такође, уврштена је на списак трајно заштићене дивљачи по Закону о ловству.

## Исхрана
Базичну исхрану гаћасте кукумавке чине мали сисари до величине пуха (Glis rlis). То су најчешће волухарице, мишеви и нешто ређе ровчице. Допунску исхрану ове сове чине мале птице певачице до величине коса (Turdus merula), врло ретко инсекти и жабе. Шумски мишеви и пухови су добро познате врсте глодара које у случају пренамножења чине велике штете у шумама, док су волухарице познате штеточине пољопривредних култура. Осим тога, многе врсте глодара су потенцијални преносиоци врло тешких и озбиљних заразних и паразитских болести (мишја грозница, туларемија, трихинелоза). Ловећи и хранећи се њима, гаћаста кукумавка је природни регулатор бројности ових животиња и тиме чине непроцењиву корист људима.
- Гаћаста кукумавка са пленом у канџама
- Гаћаста кукумавка са пленом у кљуну, илустрација из 1873. године
- Гаћаста кукумавка са младунцем и пленом

## Понашање
Гаћаста кукумавка је, као и већина осталих сова, ноћна птица и током дана се одмара, обично у густом грању четинара, стојећи усправно. На крајњем северу, због светлих ноћи, лови и дању. Лет јој је тих, брз и помало налик лету слепог миша. Као и друге сове, може се накострешити да би изгледала већа када је узнемирена, а ако на тај начин не успе да оврати претњу, издужује своје тело тако да подсећа на сломљену грану. Понекад напушта место одмора како би се окупала или средила своје перје. Изван сезоне парења, свака јединка успоставља своју територију на којој лови и коју брани од других јединки.
- У руци човека
- Одмара у грању четинара
- Вири из рупе
- Гаћаста кукумавка у шупљини дрвета, Норвешка

## Размножавање
Гаћаста кукумавка се гнезди у другој години живота и сваке године мења партнера. Као и све друге врсте сова, не гради гнездо већ тражи погодне нише у околини. Гнезда ове сове су смештена у дупљама дрвећа. Напуштене рупе црне жуне (Dryocopus martius) најчешће су први избор, мада природне пукотине или дупље мањих детлића такође могу постати место за гнежђење. Такође, радо прихвата вештачке кућице (кутије) за гнежђење које им нуди човек. Полог се најчешће састоји од 4 до 6 (3—10) сферичних белих јаја на којима женка лежи између 25 и 29 дана у зависности од временских прилика (температуре, количине падавина, влажности ваздуха). По излегању, младунци имају масу од око 8 g и покривени су прљаво белим паперјем. Мада још увек слабо лете, младунци напуштају гнездо у старости од око 30 дана и крију се у близини. Постају независни са око 2 месеца старости када напуштају родитељску територију.
- Гнездо гаћасте кукумавке са јајима, Финска
- Младунци
- Младе јединке гаћасте кукумавке
- Јувенилна јединка у зоо врту у Аустрији

## Демографија и популације
Од укупне површине које захватају шуме у Србији, само 9,17% су четинарске шуме. Свакодневно ова површина се смањује. Такође, ове шуме су све млађе и дегрдираније и тако да се животни простор гаћасте кукумавке сваким даном сужава. Због све веће људске потребе за експолоатацијом дрвета, посебно четинарског, популација ове реликтне врсте сове је све угроженија и на ивици опстанка.
Бројни шумски пожари, дивља градња и неконтролисана сеча потпомажу изумирању ове угрожене врсте. Такође, с друге стране, овакве шуме остају без предатора који брину о пренамножњу штетних инсеката (губари и поткорњаци) и глодара (преносиоци заразних болести). Кроз многе пројекте је у пракси потврђено да човек може релативно лако, брзо и економски јефтино да интервенише у оваквим ситуацијама и бар делимично поправи стање поремећене природне равнотеже. Један од начина којим би помогли природи да поврати биланс је постављањем кућица (кутија) за гнежђење птица. Истраживања осталих врста шумских сова у Србији су показала да велики број јединки има проблема са проналажењем погодне дупље (рупе, пукотине) за гнежђење.